# 어머니와 살면
《어머니와 살면》(일본어: 母と暮せば)은 2015년 12월에 개봉한 일본의 드라마 영화이다. 야마다 요지가 감독을 맡았다.
제89회 아카데미상 외국어 영화상에 일본 후보로 제출되었다.

## 출연

### 주연
- 요시나가 사유리
- 니노미야 카즈나리

### 조연
- 쿠로키 하루
- 아사노 타다노부
- 히로오카 유리코

## 기타
- 조명: 와타나베 코이치
- 음향: 키시다 카즈미
- 미술: 데가와 미츠오